# Soto (Uruguay)
Soto es una localidad uruguaya del departamento de Paysandú.

## Ubicación
La localidad se encuentra situada en la zona central del departamento de Paysandú, al este del arroyo de Soto. Se accede a ella desde el km 68.5 de la ruta 26, de la cual la separan 5 km por camino vecinal. Dista 75 km de la ciudad de Paysandú, mientras que la localidad más próxima es Gallinal, ubicada a 14 km.

## Población
Según el censo de 2011 la localidad contaba con una población de 43 habitantes.
| --            | 43 |
| (Fuente: INE) |    |